# Condado de Dakota (Minnesota)
El condado de Dakota (en inglés: Dakota County) es un condado en el estado estadounidense de Minnesota. En el censo de 2000 el condado tenía una población de 355.904 habitantes. Forma parte del área metropolitana de Minneapolis – Saint Paul. Es el tercer condado más poblado del estado. La sede de condado es Hastings. El condado fue fundado el 27 de octubre de 1849 y fue nombrado en honor a los indios dakota.

## Geografía
Según la Oficina del Censo, el condado tiene un área total de 1.519 km² (586 sq mi), de la cual 1.475 km² (570 sq mi) es tierra y 44 km² (16 sq mi) (2,86%) es agua.

### Condados adyacentes
- Condado de Ramsey (norte)
- Condado de Washington (noreste)
- Condado de Pierce, Wisconsin (este)
- Condado de Goodhue (sureste)
- Condado de Rice (suroeste)
- Condado de Scott (oeste)
- Condado de Hennepin (noroeste)

### Áreas protegidas nacionales
- Minnesota Valley National Wildlife Refuge
- Mississippi National River and Recreation Área

## Autopistas importantes
- Interestatal 35
- Interestatal 35E
- Interestatal 35W
- Interestatal 494
- U.S. Route 52
- U.S. Route 61
- Ruta Estatal de Minnesota 3
- Ruta Estatal de Minnesota 13
- Ruta Estatal de Minnesota 19
- Ruta Estatal de Minnesota 20
- Ruta Estatal de Minnesota 50
- Ruta Estatal de Minnesota 55
- Ruta Estatal de Minnesota 56
- Ruta Estatal de Minnesota 77
- Ruta Estatal de Minnesota 110
- Ruta Estatal de Minnesota 149
- Ruta Estatal de Minnesota 156
- Ruta Estatal de Minnesota 291
- Ruta Estatal de Minnesota 316

## Demografía
En el  censo de 2000, hubo 355.904 personas, 131.151 hogares y 94.035 familias residiendo en el condado. La densidad poblacional era de 625 personas por milla cuadrada (241/km²). En el 2000 había 133.750 unidades habitacionales en una densidad de 235 por milla cuadrada (91/km²). La demografía del condado era de 91,36% blancos, 2,27% afroamericanos, 0,38% amerindios, 2,89% asiáticos, 0,05% isleños del Pacífico, 1,29% de otras razas y 1,75% de dos o más razas. 2,94% de la población era de origen hispano o latino de cualquier raza. 
La renta promedio para un hogar del condado era de $61.863 y el ingreso promedio para una familia era de $71.062. En 2000 los hombres tenían un ingreso medio de $46.827 versus $32.189 para las mujeres. La renta per cápita para el condado era de $27.008 y el 3,60% de la población estaba bajo el umbral de pobreza nacional.

## Localidades

### Ciudades y pueblos
| - Apple Valley - Burnsville - Castle Rock | - Coates - Eagan - Farmington | - Hampton - Hastings - Inver Grove Heights | - Lakeville - Lilydale - Mendota | - Mendota Heights - Miesville - New Trier | - Northfield - Randolph - Rosemount | - South St. Paul - Sunfish Lake - Vermillion | - Waterford - West St. Paul - Mendota |

### Municipios
| - Municipio de Castle Rock - Municipio de Douglas - Municipio de Empire - Municipio de Eureka - Municipio de Greenvale - Municipio de Hampton - Municipio de Marshan | - Municipio de Nininger - Municipio de Randolph - Municipio de Ravenna - Municipio de Sciota - Municipio de Vermillion - Municipio de Waterford |